# Vini Vici
Vini Vici ist ein israelisches DJ-Duo im Bereich der Psytrance-Musik. Es wurde im Jahr 2013 von den Produzenten Aviram Saharai und Matan Kadosh, die beide bereits vorher Teil des Projektes Sesto Sento waren, gegründet.

## Geschichte
Vini Vici besteht aus den beiden Musikern Aviram Saharai und Matan Kadosh. Beide stammen aus Afula, einer Stadt im Norden Israels, und arbeiten bereits seit Anfang der 2000ern zusammen, unter anderem bei dem Trance-Projekt Sesto Sento. Zeitgleich sind beide Produzenten sowohl Solo- als auch in weitere Kollaborations-Projekten aktiv. Als Intention für die Gründung von Vini Vici gab das Duo an, Old-School-Sound mit neuen und futuristischen Ideen zu verpacken. Nach Gründung wurde zum einen das Plattenlabel „Iboga Records“ und zum anderen die Booking-Agentur „FM Bookings“ auf das Duo aufmerksam. Sie unterzeichneten jeweils einen Vertrag, woraufhin sie mit größeren Namen des Genres, darunter Liquid Soul und Captain Hook in Kontakt kamen.
Am 5. November 2013 veröffentlichten sie ihre Debüt-Release. Dieses erfolgte in Form einer Doppel-Single, bestehend aus den Liedern Divine Mode und Trust in Trance. Bereits seit September 2013 veröffentlichten sie jedoch eine Reihe an Liedern auf ihrem SoundCloud-Account. Nach einem geglückten Auftakt legten sie mit weiteren Single-Releases nach, die sie allesamt in die offiziellen Beatport-Top-100 brachten. Zugleich starteten sie Live-Tourneen mit Auftritten in der ganzen Welt.
2015 veröffentlichten sie ihr Debütalbum Future Classics. Dieses rückte auf Beatport bis auf Platz zwei. Zur gleichen Zeit wurde der Trance-DJ Armin van Buuren auf das Duo aufmerksam und stellte ihre Single The Tribe in seiner Radio-Show A State of Trance vor. Im gleichen Zuge produzierte er einen Edit des Liedes. Im gleichen Jahr wurden sie auf Beatport als Nummer-eins-Psytrance-Interpreten eingestuft und erhielten eine Auszeichnung für den „Best selling track“.
Mit einem, im Frühjahr 2016 erschienenen Remix zu dem Lied Free Tibet vom französischen Psytrance-Projekt Hilight Tribe steigerten sie ihre Fan-Gemeinde schlagartig; so erreichte der Track auf YouTube binnen weniger Monate 15 Millionen Aufrufe sowie Platz zwei der offiziellen Beatport-Charts, womit sie den ersten Psytrance-Track herausbrachten, der es jemals in die Beatport-Top-10 schaffte. Die Popularität auf Festivals folgte durch die steigende Verwendung von Psy-Trance-Produktionen in DJ-Sets. Gleichzeitig kam es zu über 220 Auftritten auf Festivals wie dem A State Of Trance, Tomorrowland und dem Sunburn GOA. Die Follow-Up-Singles We Are the Creators und Colors konnten jedoch nicht an den kommerziellen Erfolg anschließen.
Ende des Jahres 2016 veröffentlichten Vini Vici einer Zusammenarbeit mit Armin van Buuren, bei der zudem wieder Hilight Tribe mitwirkten. Das Lied trägt den Titel Great Spirit. Auf Beatport erreichten sie die Top-5 und verzeichneten binnen 2 Wochen über eine Million Views. Der Track erhielt Support von sämtlichen DJ-Größen. Zudem wurde Great Spirit vom niederländischen Hardstyle-Produzenten Wildstylez geremixt, was dem Song zudem einen Eintritt in jene Schiene ermöglichte. Armin van Buuren selber sagte über die Zusammenarbeit: „Ich wollte mit Vini Vici arbeiten, seitdem sie mit dieser Musikszene begonnen haben. Nur wenige Musiker haben einen so gut definierten Wiedererkennungswert.“
In das Jahr 2017 starteten sie mit den Liedern FKD up Kids und In & Out. Letztere entstand in Zusammenarbeit mit Emok, Martin Vice und Off Limits. Im Juli 2017 veröffentlichten sie das Lied Ravers Army, mit dem sie einen Schritt in Richtung Techno-Musik machten. Am 15. Juli 2017 holte das belgische DJ-Duo Dimitri Vegas & Like Mike Vini Vici während ihres Auftritts beim Airbeat One Festival in Deutschland zu sich auf die Bühne, um eine gemeinsame Produktion vorzustellen.

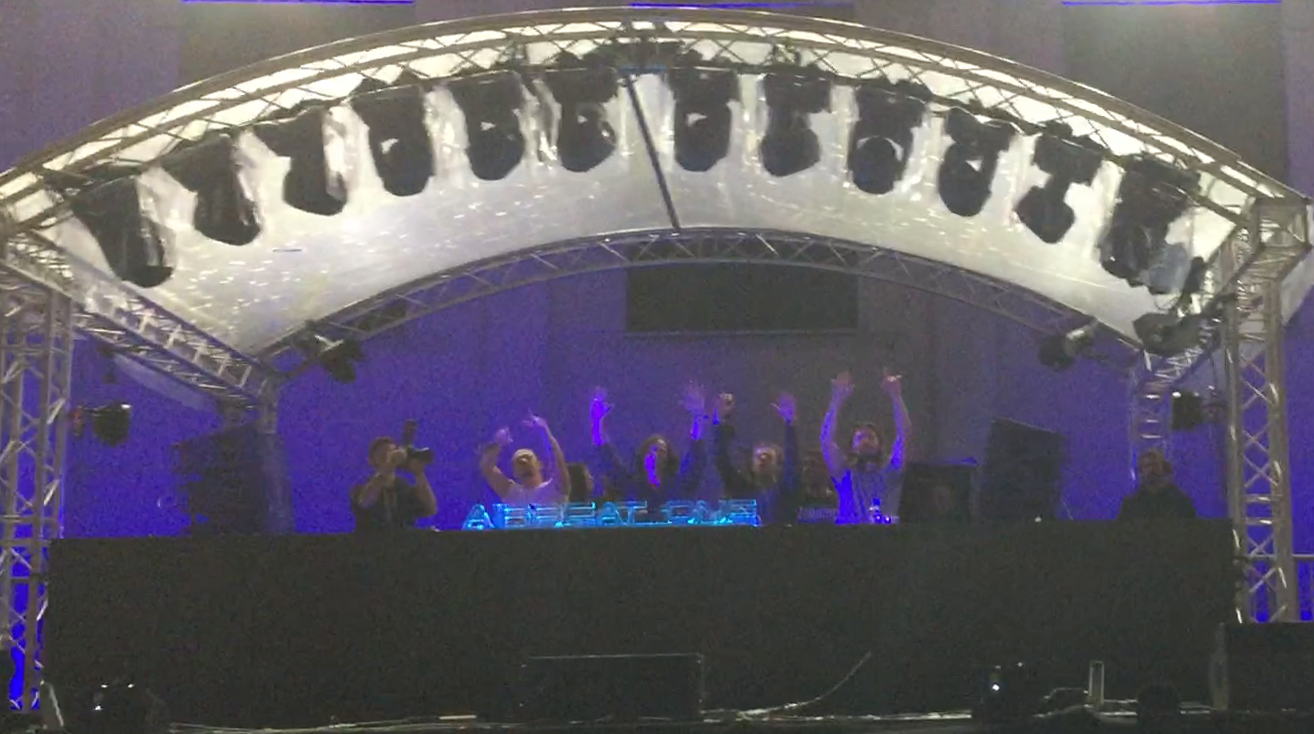
Vini Vici (Mitte), während eines Gastauftritts bei Dimitri Vegas & Like Mikes Set beim Airbeat One 2017

Am 27. Juli 2017 veröffentlichte das niederländische DJ-Duo W&W einen offiziellen Teaser ihrer Kollaboration Chakra mit Vini Vici. Das Lied orientiert sich stark an ihrem Psychedelic-Trance-Stil, was ausschlaggebend dafür war, weshalb das Lied als eine Veröffentlichung unter W&Ws Trance-Side-Project NWYR vermutet wurde. Beim Tomorrowland 2017 holten W&W zu Beginn des Liedes Saharai auf die Bühne, um den Track gemeinsam zu performen. Am 18. September 2017 wurde das Lied als Single veröffentlicht.
Die im Vorjahr premierte Kollaboration mit Dimitri Vegas & Like Mike erschien am 6. April 2018 als Single. Diese trägt den Titel The House of House und orientiert sich am gleichnamigen Track von Cherrymoon Trax aus dem Jahr 1994. Cherrymoon Trax wurden dabei ebenfalls als Feature angegeben. Nur kurz darauf koppelte der US-amerikanische DJ und Produzent Steve Aoki seine Zusammenarbeit mit dem Duo aus seiner EP 5OKI aus. Der Song trägt den Titel Moshi Moshi und enthält zusätzliche Vocals von Aokis Mutter.

## Diskografie

### Alben
- Part of the Dream (Compiled by Vini Vici) (2017)
- Future Classics (2015)

### EPs
- Remixes (2016)

### Kompilationen
- Best Of Our Sets Vol 12 (2014)

### Singles
2013:
- Divine Mode / Trust in Trance
- Back Underground (mit Major7)

2014:
- Parallel Universe / Expender
- Mad
- Anything & Everything
- Veni Vidi Vici
- Alteza

2015:
- High On (mit D-Addiction)
- The Tribe
- The Calling (vs. Ace Ventura)

2016:
- Free Tibet (vs. Hilight Tribe)
- We Are the Creators (vs. Bryan Kearney)
- Namaste (Static Movement & Off Limits Remix)
- Universe Inside Me (vs. Liquid Soul)
- Colors (mit Tristan & Avalon)
- Great Spirit (mit Armin van Buuren feat. Hilight Tribe)

2017:
- FKD up Kids
- In & Out (mit Emok, Martin Vice & Off Limits)
- Ravers Army
- Chakra (vs. W&W)
- Adhana (mit Astrix)

2018:
- 100 (mit Timmy Trumpet & Symphonic)
- The House of House (mit Dimitri Vegas & Like Mike feat. Cherrymoon Trax)
- Moshi Moshi (mit Steve Aoki feat. Mama Aoki)
- Where The Heart Is
- United (mit Armin van Buuren x Alok feat. Zafrir)
- Gaia (mit Blastoyz, Jean Marie)

2019:
- Karma (mit Reality Test feat. Shanti People)
- Untz Untz (mit Dimitri Vegas & Like Mike x Liquid Soul)
- Alive (mit R3hab feat. Pangea & Dego)
- Galaxy (mit Paul Van Dyk)
- Moyoni (vs. Jean Marie feat. Hilight Tribe)

2020:
- My World (mit Shapov x Nervo)
- Get in Trouble (mit Dimitri Vegas & Like Mike)
- More Power (mit Diego Miranda x Wuant)
- Acid (mit Freedom Fighters)
- Thunder (mit Timmy Trumpet)